# 2008 CAN U-17女子選手権
2008 CAN U-17女子選手権は、2008年7月5日まで開催された、第1回目のCAN U-17女子選手権である。

## 概要
上位2チームはニュージーランドで開催される2008 FIFA U-17女子ワールドカップの出場権を手にする。ナイジェリア、ガーナが出場権を獲得した。
すべての試合はホーム・アンド・アウェー方式で開催された。

## 予備予選
| チーム #1        | 合計    | チーム #2        | 第1戦 | 第2戦 |
| ---------------- | ------- | ---------------- | ----- | ----- |
| リベリア         | 不戦勝1 | ベナン           | N/A   | N/A   |
| ギニア           | 0–12    | ナイジェリア     | 0–5   | 0–7   |
| カメルーン       | 不戦勝1 | ナミビア         | N/A   | N/A   |
| 南アフリカ共和国 | 不戦勝1 | ボツワナ         | N/A   | N/A   |
| ザンビア         | 0–6     | ガーナ           | 0–2   | 0–4   |
| ジンバブエ       | 不戦勝1 | コンゴ民主共和国 | N/A   | N/A   |

- 1 ベナン、ナミビア、ボツワナ、ジンバブエが1戦目の前に出場を辞退したため、リベリア、カメルーン、南アフリカ、コンゴ民主共和国が1次予選に進出した[2]。

## 1次予選
| チーム #1  | 合計    | チーム #2        | 第1戦 | 第2戦 |
| ---------- | ------- | ---------------- | ----- | ----- |
| リベリア   | 不戦勝2 | ナイジェリア     | N/A   | N/A   |
| カメルーン | 3–0     | 南アフリカ共和国 | 2–0   | 1–0   |
| ガーナ     | 11–0    | コンゴ民主共和国 | 8–0   | 3–0   |

- 2 リベリアは1戦目の前に出場を辞退したため、ナイジェリアが2次予選に進出[2]。

## 2次予選
2次予選は2008年6月1日から7月5日にかけて開催された。上位2チームがU-17女子ワールドカップに出場する。
| チーム       | 勝点 | 試合 | 勝 | 分 | 負 | 得点 | 失点 | 差 |
| ------------ | ---- | ---- | -- | -- | -- | ---- | ---- | -- |
| ナイジェリア | 7    | 4    | 2  | 1  | 1  | 8    | 4    | +4 |
| ガーナ       | 6    | 4    | 2  | 0  | 2  | 6    | 7    | -1 |
| カメルーン   | 4    | 4    | 1  | 1  | 2  | 4    | 7    | -3 |

| 2008年6月1日  |       |              |          |
| カメルーン    | 1 – 1 | ナイジェリア | ヤウンデ |
| 2008年6月6日  |       |              |          |
| ナイジェリア  | 4 – 2 | ガーナ       | アブジャ |
| 2008年6月14日 |       |              |          |
| ガーナ        | 1 – 2 | カメルーン   | アクラ   |
| 2008年6月22日 |       |              |          |
| ナイジェリア  | 3 – 0 | カメルーン   | アブジャ |
| 2008年6月28日 |       |              |          |
| ガーナ        | 1 – 0 | ナイジェリア | アクラ   |
| 2008年7月5日  |       |              |          |
| カメルーン    | 1 – 2 | ガーナ       | ヤウンデ |